# Molguloides immunda
Molguloides immunda är en sjöpungsart som först beskrevs av Hartmeyer 1909.  Molguloides immunda ingår i släktet Molguloides och familjen kulsjöpungar. Inga underarter finns listade i Catalogue of Life.